# Lista najlepiej sprzedających się gier na komputery osobiste
Lista najlepiej sprzedających się gier na komputery osobiste (w tym na systemy Microsoft Windows, macOS i Linux), które sprzedano w co najmniej jednym milionie egzemplarzy. Jeśli gra została wydana na wielu platformach, poniższe dane dotyczą wyłącznie sprzedaży na komputery PC. Lista ta nie jest pełna, ponieważ dane dotyczące sprzedaży nie zawsze są publicznie dostępne. W liście nie uwzględniono także liczby subskrypcji gier wieloosobowych, takich jak World of Warcraft czy Lineage oraz liczby kont założonych w grach free-to-play, takich jak Hearthstone, ponieważ niekoniecznie odpowiadają one sprzedaży.

## Lista
| Gra                                       | Sprzedane egzemplarze | Seria                         | Data premiery        | Gatunek                                                              | Producent                                 | Wydawca                                       |
| ----------------------------------------- | --------------------- | ----------------------------- | -------------------- | -------------------------------------------------------------------- | ----------------------------------------- | --------------------------------------------- |
| PlayerUnknown’s Battlegrounds             | 42 miliony            | –                             | 20 grudnia 2017      | battle royale                                                        | PUBG Studio                               | Krafton                                       |
| Minecraft                                 | 33 milliony           | Minecraft                     | 18 listopada 2011    | sandbox, gra survivalowa                                             | Mojang Studios                            | Mojang Studios                                |
| Terraria                                  | 32 miliony            | –                             | 16 maja 2011         | przygodowa gra akcji, sandbox                                        | Re-Logic                                  | Re-Logic                                      |
| Stardew Valley                            | 26 milionów           | –                             | 26 lutego 2016       | gra symulacyjna, gra fabularna                                       | ConcernedApe                              | ConcernedApe Chucklefish                      |
| Garry’s Mod                               | 25,4 miliona          | –                             | 29 listopada 2006    | sandbox                                                              | Facepunch Studios                         | Valve Corporation                             |
| The Sims 2                                | 20 milionów           | The Sims                      | 14 września 2004     | symulator życia                                                      | Maxis                                     | Electronic Arts                               |
| Diablo III                                | 20 milionów           | Diablo                        | 15 maja 2012         | fabularna gra akcji, hack and slash                                  | Blizzard Entertainment                    | Blizzard Entertainment                        |
| Black Myth: Wukong                        | 20 milionów           | –                             | 20 sierpnia 2024     | fabularna gra akcji                                                  | Game Science                              | Game Science                                  |
| The Sims                                  | 16 milionów           | The Sims                      | 4 lutego 2000        | symulator życia                                                      | Maxis                                     | Electronic Arts                               |
| Euro Truck Simulator 2                    | 15 milionów           | Truck Simulator               | 2 czerwca 2009       | symulator pojazdów                                                   | SCS Software                              | SCS Software                                  |
| Palworld                                  | 15 milionów           | –                             | 18 stycznia 2024     | gra survivalowa                                                      | Pocket Pair                               | Pocket Pair                                   |
| World of Warcraft                         | 14,5 miliona          | Warcraft                      | 23 listopada 2004    | MMORPG                                                               | Blizzard Entertainment                    | Blizzard Entertainment                        |
| Rust                                      | 12,48 miliona         | –                             | 8 lutego 2018        | gra survivalowa                                                      | Facepunch Studios                         | Facepunch Studios                             |
| Wiedźmin 3: Dziki Gon                     | 12,4 miliona          | Wiedźmin                      | 19 maja 2015         | fabularna gra akcji                                                  | CD Projekt Red                            | CD Projekt                                    |
| Half-Life 2                               | 12 milionów           | Half-Life                     | 16 listopada 2004    | strzelanka pierwszoosobowa                                           | Valve Corporation                         | Valve Corporation Sierra Entertainment        |
| StarCraft                                 | 11 milionów           | StarCraft                     | 31 marca 1998        | strategiczna gra czasu rzeczywistego                                 | Blizzard Entertainment                    | Blizzard Entertainment                        |
| Battlefield 2                             | 11 milionów           | Battlefield                   | 21 czerwca 2005      | strzelanka pierwszoosobowa                                           | EA Digital Illusions                      | EA Games                                      |
| Fall Guys                                 | 11 milionów           | –                             | 4 sierpnia 2020      | battle royale, platformowa                                           | Mediatonic                                | Devolver Digital                              |
| RollerCoaster Tycoon 3                    | 10 milionów           | RollerCoaster Tycoon          | 2 listopada 2004     | symulacja budowy i zarządzania                                       | Frontier Developments                     | Atari Aspyr Media                             |
| The Sims 3                                | 10 milionów           | The Sims                      | 2 czerwca 2009       | symulator życia                                                      | Maxis                                     | Electronic Arts                               |
| Valheim                                   | 10 milionów           | –                             | 2 lutego 2021        | sandbox, gra survivalowa                                             | Iron Gate Studio                          | Coffee Stain Studios                          |
| Half-Life                                 | 9,3 miliona           | Half-Life                     | 19 listopada 1998    | strzelanka pierwszoosobowa                                           | Valve Corporation                         | Sierra Entertainment                          |
| Civilization V                            | 8 milionów            | Civilization                  | 21 września 2010     | strategiczna gra turowa, 4X                                          | Firaxis Games                             | 2K Games Aspyr Media                          |
| Cyberpunk 2077                            | 7,67 miliona          | –                             | 10 grudnia 2020      | fabularna gra akcji                                                  | CD Projekt Red                            | CD Projekt                                    |
| Star Wars: Empire at War                  | 6,7 miliona           | Gwiezdne wojny                | 16 lutego 2006       | strategiczna gra czasu rzeczywistego                                 | Petroglyph Games                          | LucasArts Aspyr                               |
| Guild Wars                                | 6,5 miliona           | Guild Wars                    | 28 sierpnia 2005     | MMO, fabularna gra akcji                                             | ArenaNet                                  | NCsoft                                        |
| Myst                                      | 6,3 miliona           | Myst                          | 24 września 1993     | gra przygodowa, gra logiczna                                         | Cyan Worlds                               | Brøderbund Software                           |
| StarCraft II: Wings of Liberty            | 6 milionów            | StarCraft                     | 27 lipca 2010        | strategiczna gra czasu rzeczywistego                                 | Blizzard Entertainment                    | Blizzard Entertainment                        |
| Cities: Skylines                          | 6 milionów            | Cities                        | 10 marca 2015        | budowanie miasta                                                     | Colossal Order                            | Paradox Interactive                           |
| Last Ninja 2                              | 5,5 miliona           | The Last Ninja                | 29 sierpnia 1988     | przygodowa gra akcji                                                 | System 3                                  | Activision                                    |
| Arma 3                                    | 5,5 miliona           | Arma                          | 12 września 2013     | taktyczna strzelanka                                                 | Bohemia Interactive                       | Bohemia Interactive                           |
| Satisfactory                              | 5,5 miliona           | –                             | 19 marca 2019        | symulacja fabryki, sandbox                                           | Coffee Stain Studios                      | Coffee Stain Studios                          |
| The Forest                                | 5,3 miliona           | –                             | 30 kwietnia 2018     | survival horror                                                      | Endnight Games                            | Endnight Games                                |
| SimCity 3000                              | 5 milionów            | SimCity                       | 1 lutego 1999        | budowanie miasta                                                     | Maxis                                     | Electronic Arts                               |
| Killing Floor                             | 5 milionów            | Killing Floor                 | 14 maja 2009         | strzelanka pierwszoosobowa                                           | Tripwire Interactive                      | Tripwire Interactive                          |
| The Binding of Isaac                      | 5 milionów            | –                             | 28 września 2011     | przygodowa gra akcji, roguelike                                      | Edmund McMillen Florian Himsl             | Headup Games                                  |
| Guild Wars 2                              | 5 milionów            | Guild Wars                    | 28 sierpnia 2012     | MMORPG                                                               | ArenaNet                                  | NCsoft ArenaNet                               |
| Peak                                      | 4,5 miliona           | —                             | 16 czerwca 2025      | przygodowa gra akcji                                                 | Aggro Crab Landfall Games                 | Aggro Crab Landfall Games                     |
| Warcraft III: Reign of Chaos              | 4,4 miliona           | Warcraft                      | 3 lipca 2002         | strategiczna gra czasu rzeczywistego                                 | Blizzard Entertainment                    | Blizzard Sierra Entertainment Capcom          |
| Diablo II                                 | 4,2 miliona           | Diablo                        | 29 czerwca 2000      | fabularna gra akcji, hack and slash                                  | Blizzard North                            | Blizzard Entertainment                        |
| The Last Ninja                            | 4 miliony             | The Last Ninja                | 1987                 | przygodowa gra akcji                                                 | System 3                                  | Activision                                    |
| DayZ                                      | 4 miliony             | –                             | 13 grudnia 2018      | gra survivalowa                                                      | Bohemia Interactive                       | Bohemia Interactive                           |
| Where in the World Is Carmen Sandiego?    | 4 miliony             | Carmen Sandiego               | 23 kwietnia 1985     | gra edukacyjna                                                       | Brøderbund Software                       | Brøderbund Software                           |
| Populous                                  | 4 miliony             | Populous                      | 5 czerwca 1989       | gra w boga                                                           | Bullfrog Productions                      | Electronic Arts                               |
| RollerCoaster Tycoon                      | 4 miliony             | RollerCoaster Tycoon          | 31 marca 1999        | symulacja budowy i zarządzania                                       | Chris Sawyer                              | MicroProse                                    |
| Zoo Tycoon                                | 4 miliony             | Zoo Tycoon                    | 17 października 2001 | symulacja biznesu                                                    | Blue Fang Games                           | Microsoft                                     |
| Warhammer 40,000: Dawn of War             | 4 miliony             | Warhammer 40,000              | 20 września 2004     | strategiczna gra czasu rzeczywistego                                 | Relic Entertainment                       | THQ                                           |
| American Truck Simulator                  | 4 miliony             | Truck Simulator               | 2 lutego 2016        | symulator pojazdów                                                   | SCS Software                              | SCS Software                                  |
| Deep Rock Galactic                        | 4 miliony             | –                             | 13 maja 2020         | strzelanka pierwszoosobowa                                           | Ghost Ship Games                          | Coffee Stain Studios                          |
| Risk of Rain 2                            | 4 miliony             | Risk of Rain                  | 20 sierpnia 2020     | przygodowa gra akcji                                                 | Hopoo Games Gearbox Software              | Gearbox Publishing                            |
| V Rising                                  | 4 miliony             | –                             | 17 maja 2022         | gra survivalowa, hack and slash                                      | Stunlock Studios                          | Stunlock Studios                              |
| Buckshot Roulette                         | 4 miliony             | –                             | 4 kwietnia 2024      | gra strategiczna, gra grozy, cyfrowa gra planszowa                   | Mike Klubnika                             | Mike Klubnika Critical Reflex                 |
| Dark Souls                                | 3,6 miliona           | Dark Souls                    | 23 sierpnia 2012     | fabularna gra akcji                                                  | FromSoftware                              | Bandai Namco Entertainment                    |
| Doom 3                                    | 3,5 miliona           | Doom                          | 3 sierpnia 2004      | strzelanka pierwszoosobowa, survival horror                          | id Software                               | Activision                                    |
| Space Engineers                           | 3,5 miliona           | –                             | 28 lutego 2019       | sandbox, gra symulacyjna                                             | Keen Software House                       | Keen Software House                           |
| Factorio                                  | 3,5 miliona           | –                             | 14 sierpnia 2020     | symulacja budowy i zarządzania, strategiczna gra czasu rzeczywistego | Wube Software                             | Wube Software                                 |
| Dark Souls III                            | 3,29 miliona          | Dark Souls                    | 12 kwietnia 2016     | fabularna gra akcji                                                  | FromSoftware                              | Bandai Namco Entertainment                    |
| Resident Evil 4: Ultimate HD Edition      | 3,1 miliona           | –                             | 27 lutego 2014       | survival horror, strzelanka trzecioosobowa                           | Capcom                                    | Capcom                                        |
| Mount & Blade II: Bannerlord              | 3,1 miliona           | Mount & Blade                 | 27 marca 2020        | fabularna gra akcji, gra strategiczna                                | TaleWorlds Entertainment                  | TaleWorlds Entertainment Prime Matter         |
| Theme Park                                | 3 miliony             | Theme Park                    | Czerwiec 1994        | symulacja budowy i zarządzania                                       | Bullfrog Productions                      | Electronic Arts                               |
| Command & Conquer                         | 3 miliony             | Command & Conquer             | 31 sierpnia 1995     | strategiczna gra czasu rzeczywistego                                 | Westwood Studios                          | Virgin Interactive Electronic Arts            |
| Command & Conquer: Red Alert              | 3 miliony             | Command & Conquer             | 22 listopada 1996    | strategiczna gra czasu rzeczywistego                                 | Westwood Studios                          | Virgin Interactive                            |
| Age of Empires                            | 3 miliony             | Age of Empires                | 15 października 1997 | strategiczna gra czasu rzeczywistego                                 | Ensemble Studios                          | Microsoft                                     |
| Warcraft II: Tides of Darkness            | 3 miliony             | Warcraft                      | 9 grudnia 1995       | strategiczna gra czasu rzeczywistego                                 | Blizzard Entertainment                    | Blizzard Entertainment                        |
| EverQuest                                 | 3 miliony             | EverQuest                     | 16 marca 1996        | MMORPG                                                               | Verant Interactive                        | Sony Online Entertainment                     |
| Civilization IV                           | 3 miliony             | Civilization                  | 25 października 2005 | strategiczna gra turowa, 4X                                          | Firaxis Games                             | 2K Games Aspyr Media                          |
| Crysis                                    | 3 miliony             | Crysis                        | 13 listopada 2007    | strzelanka pierwszoosobowa, skradanka                                | Crytek                                    | Electronic Arts                               |
| Manor Lords                               | 3 miliony             | –                             | 26 kwietnia 2024     | gra w budowę miasta, gra taktyczna czasu rzeczywistego               | Slavic Magic                              | Hooded Horse                                  |
| Doom                                      | 2,9 miliona           | Doom                          | 10 grudnia 1993      | strzelanka pierwszoosobowa                                           | id Software                               | id Software                                   |
| Counter-Strike: Condition Zero            | 2,9 miliona           | Counter-Strike                | 23 marca 2004        | strzelanka pierwszoosobowa                                           | Ritual Turtle Rock Valve Corp.            | Sierra Entertainment Valve Corporation        |
| Prison Architect                          | 2,85 miliona          | –                             | 14 lutego 2012       | symulacja budowy i zarządzania                                       | Introversion Software Double Eleven       | Introversion Software Paradox Interactive     |
| Magicka                                   | 2,8 miliona           | –                             | 25 stycznia 2011     | przygodowa gra akcji                                                 | Arrowhead Game Studios                    | Paradox Interactive                           |
| Anno 1602                                 | 2,7 miliona           | Anno                          | 24 września 1998     | gra w budowę miasta                                                  | Max Design                                | Sunflowers                                    |
| Dark Souls II                             | 2,7 miliona           | Dark Souls                    | 24 kwietnia 2014     | fabularna gra akcji                                                  | FromSoftware                              | Bandai Namco Entertainment                    |
| Lords of the Realm II                     | 2,5 miliona           | Lords of the Realm            | 31 października 1996 | strategiczna gra turowa                                              | Impressions Games                         | Sierra Entertainment                          |
| Cezar II                                  | 2,5 miliona           | Cezar                         | 4 września 1995      | gra w budowę miasta                                                  | Impressions Games                         | Sierra On-Line                                |
| Diablo                                    | 2,5 miliona           | Diablo                        | 31 grudnia 1996      | fabularna gra akcji, hack and slash                                  | Blizzard Entertainment                    | Blizzard Entertainment                        |
| Cezar III                                 | 2,5 miliona           | Cezar                         | 30 września 1998     | gra w budowę miasta                                                  | Impressions Games                         | Sierra Studios                                |
| Kozacy: Europejskie boje                  | 2,5 miliona           | Kozacy                        | 30 marca 2001        | strategiczna gra czasu rzeczywistego                                 | GSC Game World                            | cdv Software Entertainment                    |
| Far Cry                                   | 2,5 miliona           | Far Cry                       | 23 marca 2004        | strzelanka pierwszoosobowa                                           | Crytek                                    | Ubisoft                                       |
| Age of Empires III                        | 2,5 miliona           | Age of Empires                | 18 października 2005 | strategiczna gra czasu rzeczywistego                                 | Ensemble Studios                          | Microsoft                                     |
| Starbound                                 | 2,5 miliona           | —                             | 22 lipca 2016        | przygodowa gra akcji, sandbox                                        | Chucklefish                               | Chucklefish                                   |
| Detroit: Become Human                     | 2,5 miliona           | —                             | 12 grudnia 2019      | gra przygodowa                                                       | Quantic Dream                             | Quantic Dream                                 |
| Baldur’s Gate III                         | 2,5 miliona           | Baldur’s Gate                 | 3 sierpnia 2023      | gra fabularna                                                        | Larian Studios                            | Larian Studios                                |
| Battlefield 1942                          | 2,47 miliona          | Battlefield                   | 10 września 2002     | strzelanka pierwszoosobowa                                           | EA DICE                                   | Electronic Arts Aspyr Media                   |
| Command & Conquer: Tiberian Sun           | 2,4 miliona           | Command & Conquer             | 27 sierpnia 1999     | strategiczna gra czasu rzeczywistego                                 | Westwood Studios                          | Electronic Arts                               |
| Horizon Zero Dawn                         | 2,39 miliona          | Horizon                       | 7 sierpnia 2020      | fabularna gra akcji                                                  | Guerrilla Games                           | Sony Interactive Entertainment                |
| The 7th Guest                             | 2,3 miliona           | –                             | 28 kwietnia 1993     | film interaktywny, gra przygodowa                                    | Trilobyte                                 | Virgin Interactive Entertainment              |
| Baldur’s Gate                             | 2,2 miliona           | Baldur’s Gate                 | 21 grudnia 1998      | komputerowa gra fabularna                                            | BioWare Black Isle Studios                | Interplay Entertainment                       |
| Neverwinter Nights                        | 2,2 miliona           | Neverwinter Nights            | 30 października 2001 | komputerowa gra fabularna                                            | BioWare                                   | Infogrames/Atari                              |
| Wiedźmin 2: Zabójcy królów                | 2,2 miliona           | Wiedźmin                      | 17 maja 2011         | fabularna gra akcji                                                  | CD Projekt Red                            | CD Projekt                                    |
| Balatro                                   | 2,2 miliona           | —                             | 20 lutego 2024       | roguelike, deck-building                                             | LocalThunk                                | Playstack                                     |
| Content Warning                           | 2,2 miliona           | –                             | 1 kwietnia 2024      | survival horror                                                      | Skog, Zorro, Wilnyl, Philip, thePetHen    | Landfall Publishing                           |
| Final Fantasy VII                         | 2,13 miliona          | Final Fantasy                 | 25 czerwca 1998      | komputerowa gra fabularna                                            | Square                                    | Eidos Interactive                             |
| Last Epoch                                | 2,13 miliona          | –                             | 21 lutego 2024       | fabularna gra akcji, hack and slash                                  | Eleventh Hour Games                       | Eleventh Hour Games                           |
| Counter-Strike: Source                    | 2,1 miliona           | Counter-Strike                | 1 listopada 2004     | strzelanka pierwszoosobowa                                           | Valve Corporation                         | Electronic Arts Valve Corporation             |
| Wiedźmin                                  | 2,1 miliona           | Wiedźmin                      | 26 października 2007 | fabularna gra akcji                                                  | CD Projekt Red                            | Atari                                         |
| Total War: Warhammer                      | 2,08 miliona          | Total War                     | 24 maja 2016         | strategiczna gra turowa                                              | Creative Assembly                         | Sega                                          |
| Doom II: Hell on Earth                    | 2 miliony             | Doom                          | 10 października 1994 | strzelanka pierwszoosobowa                                           | id Software                               | GT Interactive                                |
| POD: Planet of Death                      | 2 miliony             | POD                           | 28 lutego 1997       | wyścigi                                                              | Ubisoft                                   | Ubisoft                                       |
| Deer Hunter                               | 2 miliony             | Deer Hunter                   | 13 listopada 1997    | gra sportowa                                                         | Sunstorm Interactive                      | WizardWorks                                   |
| Age of Empires II: The Age of Kings       | 2 miliony             | Age of Empires                | 30 września 1999     | strategiczna gra czasu rzeczywistego                                 | Ensemble Studios                          | Microsoft                                     |
| Unreal Tournament                         | 2 miliony             | Unreal                        | 22 listopada 1999    | strzelanka pierwszoosobowa                                           | Epic Games Digital Extremes               | GT Interactive MacSoft, Infogrames            |
| Baldur’s Gate II: Cienie Amn              | 2 miliony             | Baldur’s Gate                 | 21 września 2000     | komputerowa gra fabularna                                            | BioWare                                   | Interplay Entertainment                       |
| Black & White                             | 2 miliony             | Black & White                 | 30 marca 2001        | gra symulacyjna, gra w boga                                          | Lionhead Studios                          | EA Games                                      |
| Civilization III                          | 2 miliony             | Civilization                  | 30 października 2001 | strategiczna gra turowa, 4X                                          | Firaxis Games                             | Infogrames MacSoft                            |
| Twierdza: Krzyżowiec                      | 2 miliony             | Twierdza                      | 25 września 2001     | strategiczna gra czasu rzeczywistego, gra symulacyjna                | Firefly Studios                           | Take-Two Interactive Gathering of Developers  |
| Mafia                                     | 2 miliony             | Mafia                         | 29 sierpnia 2002     | przygodowa gra akcji                                                 | Illusion Softworks                        | Gathering of Developers                       |
| SimCity 4                                 | 2 miliony             | SimCity                       | 14 stycznia 2003     | gra w budowę miasta                                                  | Maxis                                     | Electronic Arts Aspyr Media                   |
| Anno 1503                                 | 2 miliony             | Anno                          | 23 marca 2003        | gra w budowę miasta                                                  | Max Design                                | Sunflowers                                    |
| Sacred                                    | 2 miliony             | Sacred                        | 19 marca 2004        | fabularna gra akcji, hack and slash                                  | Ascaron                                   | Encore Koch Media Red Ant Enterprises         |
| Spore                                     | 2 miliony             | Spore                         | 17 maja 2008         | fabularna gra akcji                                                  | Maxis                                     | Electronic Arts                               |
| SimCity                                   | 2 miliony             | SimCity                       | 6 marca 2013         | gra w budowę miasta                                                  | Maxis                                     | Electronic Arts                               |
| 7 Days to Die                             | 2 miliony             | –                             | 13 grudnia 2013      | survival horror                                                      | The Fun Pimps                             | The Fun Pimps                                 |
| Grand Theft Auto V                        | 2 miliony             | Grand Theft Auto              | 14 kwietnia 2014     | przygodowa gra akcji                                                 | Rockstar North                            | Rockstar Games                                |
| Planet Coaster                            | 2 miliony             | –                             | 17 listopada 2016    | symulacja budowy i zarządzania                                       | Frontier Developments                     | Frontier Developments                         |
| Stickfight: The Game                      | 2 miliony             | –                             | 28 września 2017     | bijatyka                                                             | Landfall Games                            | Landfall Games                                |
| Crusader Kings III                        | 2 miliony             | Crusader Kings                | 1 września 2020      | grand strategy wargame, gra fabularna                                | Paradox Development Studio                | Paradox Interactive                           |
| Escape Simulator                          | 2 miliony             | –                             | 19 października 2021 | gra logiczna                                                         | Pine Studio                               | Pine Studio                                   |
| Sons of the Forest                        | 2 miliony             | –                             | 23 lutego 2023       | survival horror                                                      | Endnight Games                            | Newnight                                      |
| Machinarium                               | 1,96 miliona          | –                             | 16 października 2016 | graficzna gra przygodowa, gra logiczna                               | Amanita Design                            | Amanita Design                                |
| Quake                                     | 1,8 miliona           | Quake                         | 22 czerwca 1996      | strzelanka pierwszoosobowa                                           | id Software                               | GT Interactive Software                       |
| BattleBit Remastered                      | 1,8 miliona           | –                             | 15 czerwca 2023      | MMO, strzelanka pierwszoosobowa                                      | SgtOkiDoki, Vilaskis, TheLiquidHorse      | SgtOkiDoki                                    |
| Metal Gear Solid V: The Phantom Pain      | 1,75 miliona          | Metal Gear                    | 1 września 2015      | przygodowa gra akcji, skradanka                                      | Kojima Productions                        | Konami                                        |
| Medieval Dynasty                          | 1,75 miliona          | Dynasty Games                 | 23 września 2021     | symulator życia, gra survivalowa,                                    | Render Cube                               | Toplitz Productions                           |
| Cuphead                                   | 1,73 miliona          | –                             | 29 września 2017     | run and gun                                                          | StudioMDHR                                | StudioMDHR                                    |
| Dungeon Siege                             | 1,7 miliona           | Dungeon Siege                 | 5 kwietnia 2002      | fabularna gra akcji                                                  | Gas Powered Games                         | Microsoft Destineer                           |
| Star Citizen                              | 1,7 miliona           | –                             | 29 sierpnia 2013     | MMO, symulator lotów kosmicznych, strzelanka pierwszoosobowa         | Cloud Imperium Games                      | Cloud Imperium Games                          |
| Sega Genesis Classics                     | 1,51 miliona          | –                             | 1 czerwca 2010       | kompilacja gier                                                      | Sega                                      | Sega                                          |
| International Karate                      | 1,5 miliona           | –                             | Listopad 1985        | bijatyka                                                             | System 3                                  | System 3 Epyx                                 |
| Grand Prix 2                              | 1,5 miliona           | Grand Prix                    | 30 sierpnia 1996     | wyścigi                                                              | MicroProse                                | MicroProse                                    |
| Total Annihilation                        | 1,5 miliona           | Total Annihilation            | 26 września 1997     | strategiczna gra czasu rzeczywistego                                 | Cavedog Entertainment                     | Cavedog GT Interactive                        |
| Riven                                     | 1,5 miliona           | Myst                          | 21 października 1997 | gra przygodowa                                                       | Cyan Worlds                               | Red Orb Entertainment                         |
| Unreal                                    | 1,5 miliona           | Unreal                        | 22 maja 1998         | strzelanka pierwszoosobowa                                           | Epic MegaGames Digital Extremes           | GT Interactive Software                       |
| Commandos: Za linią wroga                 | 1,5 miliona           | Commandos                     | 24 czerwca 1998      | strategiczna gra czasu rzeczywistego                                 | Pyro Studios                              | Eidos Interactive                             |
| Railroad Tycoon II                        | 1,5 miliona           | Railroad Tycoon               | 2 listopada 1998     | gra ekonomiczna                                                      | PopTop Software                           | Gathering of Developers Take-Two Interactive  |
| American McGee’s Alice                    | 1,5 miliona           | Alice                         | 6 grudnia 2000       | przygodowa gra akcji                                                 | Rogue Entertainment                       | Electronic Arts Aspyr Media                   |
| Twierdza                                  | 1,5 miliona           | Twierdza                      | 19 października 2001 | strategiczna gra czasu rzeczywistego                                 | Firefly Studios                           | Take-Two Interactive Gathering of Developers  |
| Crysis                                    | 1,5 miliona           | Crysis                        | 16 września 2008     | strzelanka pierwszoosobowa                                           | Crytek Budapest                           | Electronic Arts                               |
| Stellaris                                 | 1,5 miliona           | –                             | 9 maja 2016          | strategiczna gra czasu rzeczywistego, 4X, grand strategy             | Paradox Development Studio                | Paradox Interactive                           |
| PlateUp!                                  | 1,5 miliona           | –                             | 4 sierpnia 2024      | gra symulacyjna                                                      | It's Happening                            | Yogscast Games Gamersky Games                 |
| Spider-Man Remastered                     | 1,5 miliona           | –                             | 12 sierpnia 2022     | przygodowa gra akcji                                                 | Insomniac Games                           | Sony Interactive Entertainment                |
| SimCity 2000                              | 1,4 miliona           | SimCity                       | grudzień 1993        | gra w budowę miasta                                                  | Maxis                                     | Maxis                                         |
| Dead Rising 3                             | 1,4 miliona           | Dead Rising                   | 5 września 2014      | przygodowa gra akcji                                                 | Capcom Vancouver                          | Microsoft Studios                             |
| Frostpunk                                 | 1,4 miliona           | Frostpunk                     | 24 kwietnia 2018     | gra w budowę miasta, gra survivalowa                                 | 11 bit studios                            | 11 bit studios                                |
| Age of Mythology                          | 1,36 miliona          | Age of Empires                | 30 października 2002 | strategiczna gra czasu rzeczywistego                                 | Ensemble Studios                          | Microsoft Game Studios                        |
| Resident Evil 6                           | 1,31 miliona          | Resident Evil                 | 21 marca 2013        | przygodowa gra akcji, strzelanka trzecioosobowa                      | Capcom                                    | Capcom                                        |
| Harry Potter i Kamień Filozoficzny        | 1,3 miliona           | Harry Potter                  | 16 listopada 2001    | przygodowa gra akcji                                                 | Foundation 9 Entertainment                | Electronic Arts                               |
| Ultra Street Fighter IV                   | 1,3 miliona           | –                             | 2 lipca 2016         | bijatyka                                                             | Capcom Dimps                              | Capcom                                        |
| Monopoly                                  | 1,27 miliona          | Monopoly                      | wrzesień 1995        | gra strategiczna, gra planszowa                                      | Westwood Studios                          | Hasbro Electronic Entertainment               |
| Duke Nukem 3D                             | 1,25 miliona          | Duke Nukem                    | 29 stycznia 1996     | strzelanka pierwszoosobowa                                           | 3D Realms                                 | GT Interactive Software                       |
| Psychonauts                               | 1,22 miliona          | Psychonauts                   | 19 kwietnia 2005     | gra platformowa                                                      | Double Fine Productions                   | THQ                                           |
| SimCity Classic                           | 1,2 miliona           | SimCity                       | 2 lutego 1989        | budowanie miasta                                                     | Maxis                                     | Maxis                                         |
| Civilization II                           | 1,2 miliona           | Civilization                  | 29 lutego 1996       | strategiczna gra turowa                                              | MicroProse                                | MicroProse Activision                         |
| Warhammer Online: Age of Reckoning        | 1,2 miliona           | Warhammer Fantasy             | 18 września 2008     | MMORPG                                                               | Mythic Entertainment                      | Electronic Arts                               |
| Chivalry: Medieval Warfare                | 1,2 miliona           | –                             | 16 października 2012 | hack and slash                                                       | Torn Banner Studios                       | Torn Banner Studios                           |
| Against the Storm                         | 1,2 miliona           | –                             | 8 grudnia 2023       | gra w budowę miasta                                                  | Eremite Games                             | Hooded Horse                                  |
| Rome: Total War                           | 1,17 miliona          | Total War                     | 22 września 2004     | strategiczna gra turowa                                              | Creative Assembly                         | Activision                                    |
| Nier: Automata                            | 1,17 miliona          | Drakengard                    | 17 marca 2017        | fabularna gra akcji, hack and slash                                  | PlatinumGames Square Enix                 | Square Enix                                   |
| Total War: Rome II                        | 1,13 miliona          | Total War                     | 3 września 2013      | strategiczna gra turowa                                              | Creative Assembly                         | Sega                                          |
| StarCraft II: Heart of the Swarm          | 1,1 miliona           | StarCraft                     | 12 marca 2013        | strategiczna gra czasu rzeczywistego                                 | Blizzard Entertainment                    | Blizzard Entertainment                        |
| Pac-Man Championship Edition DX           | 1,1 miliona           | Pac-Man                       | 25 września 2013     | gra zręcznościowa                                                    | Bandai Namco Studios Mine Loader Software | Bandai Namco Entertainment                    |
| Kingdom Come: Deliverance                 | 1,1 miliona           | –                             | 13 lutego 2018       | fabularna gra akcji                                                  | Warhorse Studios                          | Deep Silver Warhorse Studios                  |
| Contraband Police                         | 1,1 miliona           | –                             | 8 marca 2023         | gra logiczna, gra symulacyjna                                        | Crazy Rocks Studios                       | PlayWay                                       |
| Supreme Commander 2                       | 1,04 miliona          | Supreme Commander             | 2 marca 2010         | strategiczna gra czasu rzeczywistego                                 | Gas Powered Games                         | Square Enix                                   |
| F-15 Strike Eagle                         | 1 milion              | –                             | 1984                 | symulator lotu bojowego                                              | MicroProse FIL (Thomson)                  | MicroProse FIL (Thomson)                      |
| Elite                                     | 1 milion              | –                             | 20 września 1984     | gra symulacyjna, gra zręcznościowa                                   | David Braben, Ian Bell                    | Acornsoft Firebird Imagineer                  |
| Hydlide                                   | 1 milion              | Hydlide                       | 13 grudnia 1984      | fabularna gra akcji                                                  | T&E Soft                                  | T&E Soft                                      |
| Thexder                                   | 1 milion              | Thexder                       | Kwiecień 1985        | run and gun                                                          | Game Arts                                 | Game Arts                                     |
| Chuck Yeager's Advanced Flight Trainer    | 1 milion              | –                             | 1987                 | symulator lotu                                                       | Lerner Research                           | Electronic Arts                               |
| Tetris                                    | 1 milion              | Tetris                        | Styczeń 1988         | gra logiczna                                                         | Spectrum HoloByte                         | Spectrum HoloByte                             |
| RoboCop                                   | 1 milion              | RoboCop                       | Grudzień 1988        | beat ’em up                                                          | Data East                                 | Data East Ocean Software                      |
| Return to Zork                            | 1 milion              | Zork                          | 20 sierpnia 1993     | gra przygodowa                                                       | Activision                                | Infocom                                       |
| Star Wars: Rebel Assault                  | 1 milion              | Star Wars                     | Listopad 1993        | rail shooter                                                         | LucasArts                                 | LucasArts                                     |
| Full Throttle                             | 1 milion              | –                             | 30 kwietnia 1995     | graficzna gra przygodowa                                             | LucasArts                                 | LucasArts                                     |
| Phantasmagoria                            | 1 milion              | Phantasmagoria                | 31 lipca 1995        | gra przygodowa, film interaktywny                                    | Sierra On-Line                            | Sierra On-Line                                |
| Police Quest: SWAT                        | 1 milion              | Police Quest                  | 30 września 1995     | gra przygodowa, gra symulacyjna                                      | Sierra On-Line                            | Sierra On-Line                                |
| Barbie Fashion Designer                   | 1 milion              | –                             | Listopad 1996        | przebieranie się                                                     | Digital Domain                            | Mattel Media                                  |
| Creatures                                 | 1 milion              | –                             | Listopad 1996        | symulator życia                                                      | Guerrilla Cambridge                       | Warner Interactive Entertainment Mindscape    |
| Frogger                                   | 1 milion              | Frogger                       | 3 listopada 1997     | gra akcji                                                            | SCE Studio Cambridge                      | Hasbro Interactive                            |
| Blade Runner                              | 1 milion              | –                             | 14 listopada 1997    | wskaż i kliknij                                                      | Westwood Studios                          | Virgin Interactive                            |
| Quake II                                  | 1 milion              | –                             | 9 grudnia 1997       | strzelanka pierwszoosobowa                                           | id Software                               | Activision                                    |
| Deer Hunter II: The Hunt Continues        | 1 milion              | Deer Hunter                   | 31 października 1998 | gra sportowa                                                         | Sunstorm Interactive                      | WizardWorks                                   |
| Big G All-Stars vs. Major League Baseball | 1 milion              | –                             | 1998                 | baseball                                                             | Hypnotix (?)                              | General Mills                                 |
| Hidden & Dangerous                        | 1 milion              | Hidden & Dangerous            | 26 lipca 1999        | strzelanka pierwszoosobowa, strzelanka taktyczna                     | Illusion Softworks Tarantula Studios      | TalonSoft Take-Two Interactive                |
| Deer Hunter 3: The Legend Continues       | 1 milion              | Deer Hunter                   | 1 października 1999  | gra sportowa                                                         | Sunstorm Interactive                      | WizardWorks                                   |
| Who Wants to Be a Millionaire?            | 1 milion              | –                             | 28 listopada 1999    | trivia game                                                          | Jellyvision                               | Disney Interactive Studios                    |
| Command & Conquer: Red Alert 2            | 1 milion              | Command & Conquer             | 25 października 2000 | strategiczna gra czasu rzeczywistego                                 | Westwood Pacific                          | Electronic Arts                               |
| Tropico                                   | 1 milion              | Tropico                       | 24 kwietnia 2001     | symulacja budowy i zarządzania                                       | PopTop Software                           | Gathering of Developers                       |
| Runaway: A Road Adventure                 | 1 milion              | Runaway                       | 6 lipca 2001         | graficzna gra przygodowa                                             | Pendulo Studios                           | Dinamic Multimedia FX Interactive Tri Synergy |
| Empire Earth                              | 1 milion              | Empire Earth                  | 12 listopada 2001    | strategiczna gra czasu rzeczywistego                                 | Stainless Steel Studios                   | Sierra On-Line                                |
| Return to Castle Wolfenstein              | 1 milion              | Wolfenstein                   | 19 listopada 2001    | strzelanka pierwszoosobowa                                           | Gray Matter Studios id Software           | Activision                                    |
| Hotel Giant                               | 1 milion              | Hotel Giant                   | 17 maja 2002         | gra ekonomiczna                                                      | Enlight Software                          | JoWooD Productions                            |
| Vietcong                                  | 1 milion              | Vietcong                      | 26 marca 2003        | strzelanka taktyczna                                                 | Pterodon Illusions Softworks              | Gathering of Developers                       |
| Star Wars Galaxies                        | 1 milion              | Star Wars                     | 26 czerwca 2003      | MMORPG                                                               | Sony Online Entertainment                 | LucasArts                                     |
| The Legend of Sword and Fairy 3           | 1 milion              | The Legend of Sword and Fairy | 31 lipca 2003        | komputerowa gra fabularna                                            | Softstar Entertainment                    | Softstar Entertainment Unistar                |
| Hidden & Dangerous 2                      | 1 milion              | Hidden & Dangerous 2          | 21 października 2003 | strzelanka pierwszoosobowa, strzelanka taktyczna                     | Illusions Softworks                       | Gathering of Developers Take-Two Interactive  |
| Battlefield Vietnam                       | 1 milion              | Battlefield                   | 14 marca 2004        | strzelanka pierwszoosobowa                                           | DICE Canada                               | EA Games                                      |
| Dungeon Lords                             | 1 milion              | –                             | 5 maja 2005          | fabularna gra akcji                                                  | Heuristic Park                            | DreamCatcher Interactive                      |
| Imperivm: Great Battles of Rome           | 1 milion              | –                             | 10 maja 2005         | strategiczna gra czasu rzeczywistego                                 | Haemimont Games                           | FX Interactive                                |
| Glory of the Roman Empire                 | 1 milion              | –                             | 16 czerwca 2006      | gra w budowę miasta                                                  | Haemimont Games                           | cdv Software Entertainment                    |
| Microsoft Flight Simulator X              | 1 milion              | Microsoft Flight Simulator    | 13 października 2006 | symulator lotu                                                       | Microsoft Game Studios                    | Microsoft Game Studios                        |
| Supreme Commander                         | 1 milion              | Supreme Commander             | 16 lutego 2007       | strategiczna gra czasu rzeczywistego                                 | Gas Powered Games                         | THQ                                           |
| Command & Conquer 3: Wojny o tyberium     | 1 milion              | Command & Conquer             | 29 marca 2007        | strategiczna gra czasu rzeczywistego                                 | EA Los Angeles                            | Electronic Arts                               |
| BioShock                                  | 1 milion              | BioShock                      | 21 sierpnia 2007     | strzelanka pierwszoosobowa                                           | 2K Boston                                 | 2K Games                                      |
| Resident Evil 5                           | 1 milion              | Resident Evil                 | 17 września 2009     | strzelanka trzecioosobowa                                            | Capcom                                    | Capcom                                        |
| Metro 2033                                | 1 milion              | Metro                         | 16 marca 2010        | strzelanka pierwszoosobowa, survival horror                          | 4A Games                                  | THQ Deep Silver                               |
| The Legend of Sword and Fairy 5           | 1 milion              | The Legend of Sword and Fairy | 7 lipca 2011         | komputerowa gra fabularna                                            | Softstar Entertainment                    | Softstar Entertainment                        |
| Anno 2070                                 | 1 milion              | Anno                          | 17 listopada 2011    | strategiczna gra czasu rzeczywistego, gra w budowę miasta            | Related Designs Blue Byte                 | Ubisoft                                       |
| Crusader Kings II: Mroczne wieki          | 1 milion              | Crusader Kings                | 14 lutego 2012       | grand strategy wargame, gra fabularna                                | Paradox Development Studio                | Paradox Interactive                           |
| Europa Universalis IV                     | 1 milion              | Europa Universalis            | 13 sierpnia 2013     | grand strategy wargame                                               | Paradox Development Studio                | Paradox Interactive                           |
| The Stanley Parable                       | 1 milion              | –                             | 17 października 2013 | gra przygodowa, fikcja interaktywna                                  | Galactic Cafe                             | Galactic Cafe                                 |
| Just Survive                              | 1 milion              | –                             | 15 stycznia 2015     | gra survivalowa                                                      | Daybreak Game Company                     | Daybreak Game Company                         |
| Rocket League                             | 1 miliony             | —                             | 7 lipca 2015         | gra sportowa                                                         | Psyonix                                   | Psyonix                                       |
| Ark: Survival Evolved                     | 1 milion              | Ark                           | 29 sierpnia 2015     | przygodowa gra akcji, gra survivalowa                                | Studio Wildcard                           | Studio Wildcard                               |
| StarCraft II: Legacy of the Void          | 1 milion              | StarCraft                     | 10 listopada 2015    | strategiczna gra czasu rzeczywistego                                 | Blizzard Entertainment                    | Blizzard Entertainment                        |
| The Mean Greens                           | 1 milion              | –                             | 8 grudnia 2015       | strzelanka trzecioosobowa                                            | Virtual Basement LLC Code Headquarter LLC | Virtual Basement LLC                          |
| Danganronpa: Trigger Happy Havoc          | 1 milion              | Danganronpa                   | 18 lutego 2016       | gra przygodowa, powieść wizualna                                     | Spike Chunsoft                            | Spike Chunsoft                                |
| Grim Dawn                                 | 1 milion              | –                             | 26 lutego 2016       | strzelanka trzecioosobowa                                            | Crate Entertainment                       | Crate Entertainment                           |
| Danganronpa 2: Goodbye Despair            | 1 milion              | Danganronpa                   | 18 kwietnia 2016     | gra przygodowa, powieść wizualna                                     | Spike Chunsoft                            | Spike Chunsoft                                |
| Hearts of Iron IV                         | 1 milion              | Hearts of Iron                | 6 sierpnia 2016      | grand strategy wargame                                               | Paradox Development Studio                | Paradox Interactive                           |
| Hollow Knight                             | 1 milion              | –                             | 24 lutego 2017       | metroidvania                                                         | Team Cherry                               | Team Cherry                                   |
| Divinity: Original Sin II                 | 1 milion              | Divinity                      | 14 września 2017     | komputerowa gra fabularna                                            | Larian Studios                            | Larian Studios Bandai Namco Entertainment     |
| Sea of Thieves                            | 1 milion              | –                             | 20 marca 2018        | przygodowa gra akcji                                                 | Rare                                      | Xbox Game Studios                             |
| The Scroll of Taiwu                       | 1 milion              | –                             | 20 września 2018     | gra fabularna                                                        | ConchShip Games                           | ConchShip Games                               |
| RimWorld                                  | 1 milion              | –                             | 11 października 2018 | symulacja budowy i zarządzania                                       | Ludeon Studios                            | Ludeon Studios                                |
| Kenshi                                    | 1 milion              | –                             | 6 grudnia 2018       | gra fabularna, strategiczna gra czasu rzeczywistego                  | Lo-Fi Games                               | Lo-Fi Games                                   |
| Anno 1800                                 | 1 milion              | Anno                          | 16 kwietnia 2019     | strategiczna gra czasu rzeczywistego, gra w budowę miasta            | Blue Byte                                 | Ubisoft                                       |
| Mordhau                                   | 1 milion              | –                             | 29 kwietnia 2019     | bijatyka, hack and slash                                             | Triternion                                | Triternion                                    |
| Total War: Three Kingdoms                 | 1 milion              | Total War                     | 23 maja 2019         | strategiczna gra turowa                                              | Creative Assembly                         | Sega                                          |
| Planet Zoo                                | 1 milion              | –                             | 5 listopada 2019     | symulator budowy i zarządzania                                       | Frontier Developments                     | Frontier Developments                         |
| Necesse                                   | 1 milion              | –                             | 12 grudnia 2019      | sandbox, przygodowa gra akcji                                        | Fair Games ApS                            | Fair Games ApS                                |
| Hydroneer                                 | 1 milion              | —                             | 8 maja 2020          | symulacja budowy i zarządzania                                       | Foulball Hangover                         | Foulball Hangover                             |
| Gunfire Reborn                            | 1 milion              | –                             | 22 maja 2020         | ruguelike, strzelanka pierwszoosobowa                                | Duoyi Games                               | Duoyi Games                                   |
| Persona 4 Golden                          | 1 milion              | Persona                       | 13 czerwca 2020      | gra fabularna                                                        | Atlus                                     | Sega                                          |
| Microsoft Flight Simulator                | 1 milion              | Microsoft Flight Simulator    | 18 sierpnia 2020     | symulator lotu                                                       | Asobo Studio                              | Xbox Game Studios                             |
| FreshWoman                                | 1 milion              | –                             | 19 sierpnia 2022     | pornograficzna powieść wizualna, gra przygodowa                      | OppaiMan                                  | OppaiMan                                      |
| Dome Keeper                               | 1 milion              | –                             | 27 września 2022     | tower defence, ruguelike                                             | Bippinbits                                | Raw Fury                                      |
| Among Us VR                               | 1 milion              | Among Us                      | 10 listopada 2022    | gra społeczna dedukcyjna                                             | Schell Games, Innersloth, Robot Tedd      | Innersloth                                    |
| Dwarf Fortress                            | 1 milion              | –                             | 6 grudnia 2022       | symulacja budowy i zarządzania, roguelike, gra survivalowa           | Bay 12 Games                              | Bay 12 Games Kitfox Games                     |
| Contraband Police                         | 1 milion              | –                             | 8 marca 2023         | gra w budowę miasta                                                  | Crazy Rocks Studios                       | PlayWay                                       |
| Dave the Diver                            | 1 milion              | –                             | 28 czerwca 2023      | gra przygodowa                                                       | Mintrocket                                | Mintrocket Arc System Works                   |
| BlazBlue Entropy Effect                   | 1 milion              | –                             | 14 lutego 2024       | gra akcji, roguelike                                                 | 91Act                                     | 91Act                                         |
| The Planet Crafter                        | 1 milion              | –                             | 10 kwietnia 2024     | gra survivalowa                                                      | Miju Games                                | Miju Games                                    |
| Cities: Skylines II                       | 1 milion              | Cities                        | 24 października 2024 | budowanie miasta                                                     | Colossal Order                            | Paradox Interactive                           |
| A Game About Digging a Hole               | 1 milion              | —                             | 7 lutego 2025        | gra symulacyjna                                                      | Cyberwave                                 | rokaplay Bou·tique Drillhounds                |
| Sultan's Game                             | 1 milion              | —                             | 30 marca 2025        | fabularna gra akcji                                                  | Double Cross                              | 2P Games                                      |
| Stellar Blade                             | 1 milion              | —                             | 11 czerwca 2025      | przygodowa gra akcji                                                 | Shift Up                                  | Sony Interactive Entertainment                |
| Scum                                      | 1 milion              | —                             | 17 czerwca 2025      | gra survivalowa                                                      | Gamepires                                 | Gamepires                                     |